# Камарена, Хорхе Гонсалес
Хорхе Гонсалес Камарена (исп. Jorge González Camarena; 24 марта 1908 — 24 мая 1980) — мексиканский художник и скульптор.

## Биография
Родился 24 марта 1908 года в Гвадалахаре, штат Халиско.
Его семья переехала в столицу в 1918 году. Отец — Артуро Гонсалес Камарена, мать — Сара Арандас. В семье было семь братьев, также младший сын Гильермо, который стал инженером и изобретателем в области национального телевидения; его иногда путают с братом-художником.
В 1922 году поступил в Академию Сан-Карлос, где получил художественное образование, был одним из учеников искусствоведа и художника доктора Атля (настоящее имя — Герардо Мурильо, 1875—1964). Начал работать как оформитель рекламных плакатов. Как художник с 1929 года делал иллюстрации к изданиям Revista de Revistas и Nuestro México. Призыв доктора Атля к молодым художникам Мексики создать новое, монументальное искусство Мексики воспринял и впоследствии обратился к стенописи. Его считают представителем второго поколения художников-муралистов Мексики.
В 1932 году получил заказ на реставрацию фресок в монастыре францисканцев второй половины XVI века в Уэхоцинго, штат Пуэбла. Фрески были сильно повреждены и уничтожены, поэтому их реставрация растянулась на три года. В 1953 году Камарена выступил в защиту старинного форта XVI века Сан-Хуан-де-Улуа в Веракрусе, который предложили разрушить для строительства нового дока и винного завода, и основал специальный комитет для его защиты и реставрации. Работал над созданием собственных пигментов для станковых и монументальных, исходя из опыта и технологии ацтекских художников. Участвовал в конкурсе на создание портрета Микеланджло Буонарроти в графике, за свою работу получил звание Commendatore della Republica. В 1970 году получил Национальную премию в области искусства. Всего за жизнь создал более двух тысяч картин, написанных станковой живописью, которые расположены в коллекциях многих музеев мира. В конце 1970-х годов посетил с выставкой страны Западной Европы, по просьбе правительства Мексики написал картину «св. Георгий», подаренную Болгарии. Умер от инсульта, был похоронен в семейном склепе в Пантеоне Долорес.